# Georg Salmuth
Georg Salmuth (* 1555 in Schweinfurt; † 1606 in Amberg) war ein deutscher Mediziner und Leibarzt, der durch seine Tätigkeiten als Leibarzt an verschiedenen fürstlichen Höfen sowie als Professor für Medizin bekannt wurde.

## Leben
Trotz seiner frühen Einschreibung 1558 an der Universität Leipzig, begann Georg sein eigentliches Studium erst nach einer sechsjährigen Ausbildung in der Fürstenschule Schulpforta, die er 1566 begann. Die frühe Einschreibung diente lediglich als formaler Akt, da er aufgrund seines Alters noch nicht die Eidesfähigkeit besaß.
Nach seiner Promotion am 25. Februar 1584 in Leipzig begann Georg Salmuth, die kurfürstlichen Kinder zusammen mit dem Leibarzt Sigismund Kohlreuter zu betreuen. Am 20. Mai 1586 wurde Salmuth offiziell zum Leibarzt bestellt. Die Bestallung umfasste die medizinische Betreuung der kurfürstlichen Familie und die Erlaubnis, auch Räte und Hofpersonal gegen ein angemessenes Honorar zu behandeln. Er erhielt ein Gehalt von 460 fl. 15 gr. von der Rentkammer. Im Gegensatz zu anderen Positionen wurden ihm keine Sachleistungen wie Holz zugesprochen; lediglich auf Reisen wurde für seine Verpflegung gesorgt, und es stand ihm ein gedeckter Wagen zur Verfügung.
Der Patientenkreis umfasste das fürstliche Ehepaar, den Kurprinzen und eine Tochter. Diese Kinderzahl überrascht, da der Kurprinz Christian 1583 geboren wurde und Johann Georg I., der spätere Kurfürst, am 5. März 1585. Die kurzlebige Tochter Anna Sabina wurde erst 1586 geboren.
Zusammen mit seinen Kollegen Sigismund Kohlreuter und Balthasar Brunner empfahl Georg Salmuth am 25. Juni 1591 dem Kurfürsten Christian I., seine verstopften Venen mit Verdauungsschnaps zu behandeln und eine Diät einzuhalten. Jedoch wurde er nach dem Tod von Christian I. im selben Jahr entlassen. Nach einem Gefängnisaufenthalt war Georg gezwungen, das Land zu verlassen.
Nach seiner Entlassung im Jahr 1591 wurde Georg Salmuth von der Stadt Zerbst als Medizinprofessor am Gymnasium illustre berufen, einer anhaltinischen Landesuniversität, die als Gegengewicht zu den orthodoxen Universitäten Leipzig und Wittenberg im Sinne des Philippismus gegründet wurde. Dieses Gymnasium profitierte von einem Netzwerk von Philippisten, das Wissenschaftler aus Wittenberg, Leipzig, Heidelberg, Franken und Schlesien umfasste und gegenseitige Unterstützung nach Vertreibungen bot. Salmuth hinterließ dieser Einrichtung zahlreiche Bücher.
1599 trat er eine Stelle als Leibarzt des anhaltinischen Fürsten Johann Georg I. in Dessau an und blieb bis zu seinem Tod im Jahr 1604 in dessen Diensten.

## Familie
Georg wurde als Sohn des Theologen Heinrich Salmuth (1522–1576) und seiner Frau Elisabeth Pfeffinger (1529–1601), Tochter des Reformators Johann Pfeffinger, geboren. Sein Vater war Superintendent in Leipzig. Seine Schwester Elisabeth (1551–1601) heiratete den Theologen Balthasar Sartorius (1534–1609). Sein Bruder Johann Salmuth (1552–1622) folgte ebenfalls einer kirchlichen Laufbahn und wurde Oberhofprediger in Dresden. Henricus Salmuth, der am 28. Juli 1579 in Wittenberg eingeschrieben wurde, und Paulus Salmuth, ein Wittenberger Magister, der am 14. September 1590 immatrikuliert und als Diakon in Wittenberg tätig war, waren wahrscheinlich Brüder von Georg Salmuth.
Von Georg Salmuths sechs Brüdern wanderten fünf aufgrund ihrer Ablehnung der Konkordienformel in die Oberpfalz aus. Nach der Rekatholisierung dieser Region kehrten sie jedoch zurück und ließen sich in Anhalt nieder.
Georg Salmuth heiratete am 17. Juni 1583 Catharina Schweicker, Tochter des Leipziger Ratsherrn Sebastian Schweikart d. J. (1530–1582) und der Catharina Hoffmann († 1582). Die Hochzeit wurde durch Werke des Dichters Paul Melissus (1539–1602) geehrt, der eine „Ode in Nuptias“ verfasste. Der genaue Drucktag dieser Werke ist nicht dokumentiert. Die familiären Verbindungen umfassen auch Heinrich Stromer, den Sohn des Medizinprofessors und Leibarztes Heinrich Stromer. Er war der Schwager von Salmuths Schwiegervater.
Nach Georg Salmuths Tod heiratete seine Witwe Catharina im Jahr 1608 den Leipziger Professorenkollegen Georg Feige (1566–1613). Georg Feige heiratete später in zweiter Ehe Elisabeth, die Witwe des Braunschweiger Arztes Anton Macholt.